# Manasterz (powiat przeworski)
Manasterz – wieś w Polsce położona w województwie podkarpackim, w powiecie przeworskim, w gminie Jawornik Polski. Leży nad rzeką Mleczką.
Do 1954 roku istniała gmina Manasterz. W latach 1954–1972 wieś należała i była siedzibą władz gromady Manasterz. W latach 1975–1998 miejscowość należała administracyjnie do województwa przemyskiego.

## Części wsi
| SIMC    | Nazwa     | Rodzaj     |
| ------- | --------- | ---------- |
| 0604086 | Mijów     | część wsi  |
| 0604092 | Na Dziale | przysiółek |
| 0604100 | Niewaźka  | przysiółek |
| 0604117 | Oblasek   | przysiółek |
| 0604123 | Rzeki     | przysiółek |

## Historia
Z wykopalisk w Manasterzu wynika istnienie osady otwartej z okresu VII w. p.n.e. Niszczycielskie najazdy Hunów na przełomie V i VI wieku spaliły osadę. Przebywały na tych terenach plemiona słowiańskie, czy też związek plemienny Lędzian. Odkryte w pobliżu Manasterza ślady domostw z XIII w. świadczą, że były w tych okolicach półziemianki, najczęściej o wymiarach 4 x 4 m, z kamiennym piecem w rogu chaty i słupami podtrzymującymi ściany i dach. Badania wykopaliskowe sugerują istnienie w X-XIII wieku osadnictwa obronnego oraz przypuszczalnie świątyni (manasteru), od którego pochodzi nazwa miejscowości.
Historia Manasterza ściśle wiąże się z historią parafii utworzonej przed rokiem 1452. Pierwotny kościół drewniany, pw. św. Katarzyny PM, zbudowany został wraz z utworzeniem parafii w roku 1452. Taką datę, umieszczona na belce kościelnej, odnalazł biskup Wacław Hieronim Sierakowski wizytujący parafię w 1745 roku. W 1479 proboszczem w Manasterzu był Jan z Hyżnego. W roku 1611 dawne uposażenie parafii odnowiła kolatorka księżna Anna Ostrogska z Jarosławia.
W 1624 roku, w oktawę święta Bożego Ciała, na Manasterz napadli Tatarzy i go zniszczyli ogniem i mieczem. Jeszcze tragiczniejsze okazały się najazd szwedzki w 1655 i najazd księcia siedmiogrodzkiego Jerzego II Rakoczego w 1657 roku. Przy końcu maja 1772 roku przez Manasterz przeszły wojska austriackie generałów Esterhazyego i Hadika, dokonując I rozbioru Polski. W wyniku rozbioru ziemie te znalazły się pod austriackim panowaniem i otrzymały nazwę Królestwa Galicji i Lodomerii.
W 1783 roku kościół w Manasterzu był bardzo zniszczony. Rozebrano go w roku 1881. Obecny kościół murowany zbudowano w latach 1881-82, kosztem kolatora Józefa Kellermana. Poświęcono go w roku 1886. Konsekrował świątynię pw. św. Katarzyny w roku 1895 biskup sufragan przemyski Jakub Glazer (1887–1898).

## Zabytki
Obiekty wpisane do rejestru zabytków nieruchomych województwa podkarpackiego:
- zespół kościoła pw. św. Katarzyny. Stary, drewniany kościół rozebrano w 1881 roku. Fundatorem obecnej świątyni był właściciel majątku Józef Kellerman. Część wyposażenia barokowego przeniesiono ze starego kościoła. Krzyż gotycki pochodzi z 1522 roku. Organy 9-głosowe ufundował w roku 1894 ksiądz Wojciech Białas. Polichromie wykonał w 1960 roku art. J. Gross z Gliwic;
  - dzwonnica, 1910;
  - ogrodzenie metalowe, 1928;
- dworzec kolejki wąskotorowej i magazyn, XIX/XX w., nr rej.: A-463 z 30.09.1991 (dec.: kolejka wąskotorowa Przeworsk-Dynów).

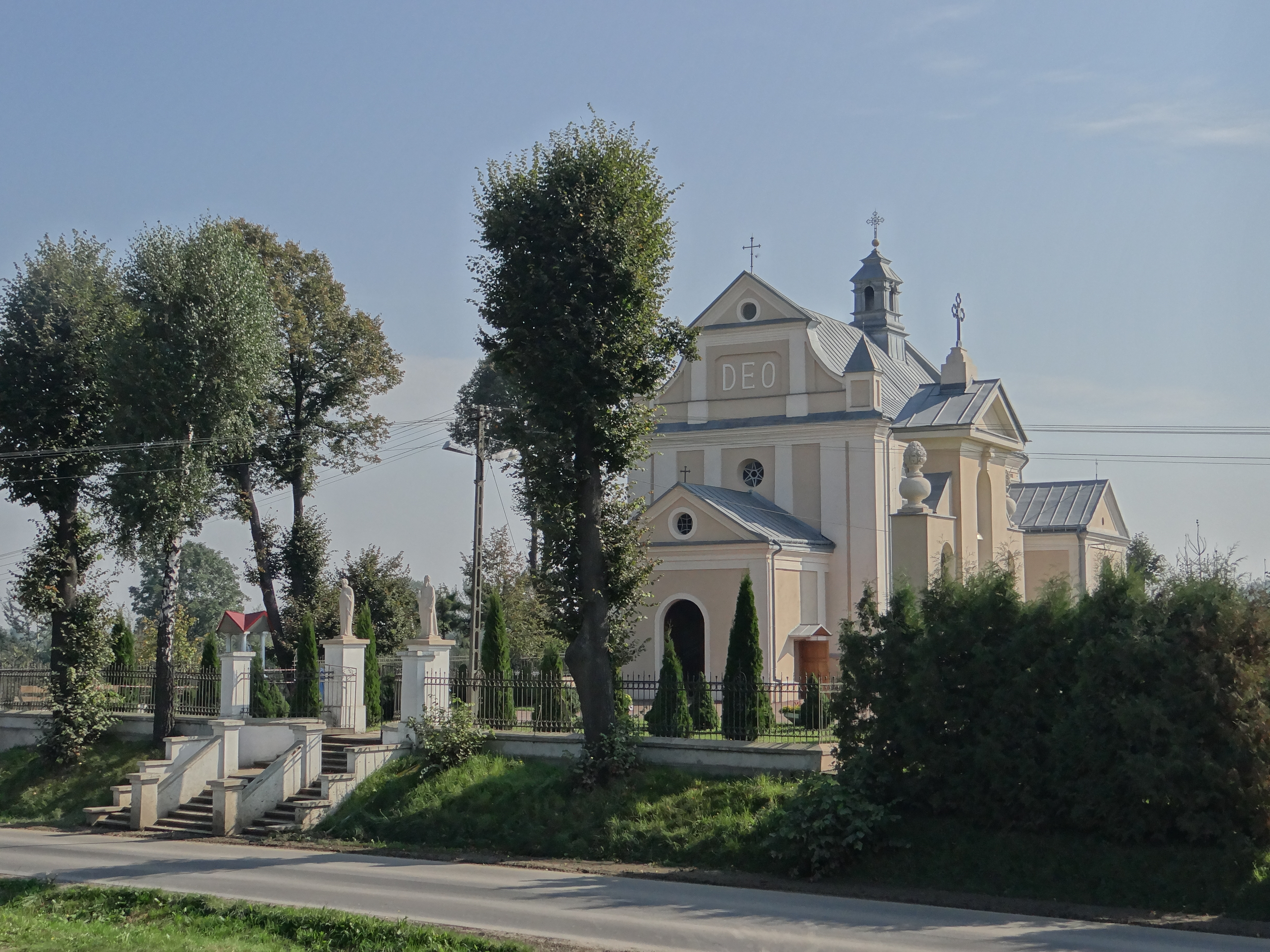
Kościół
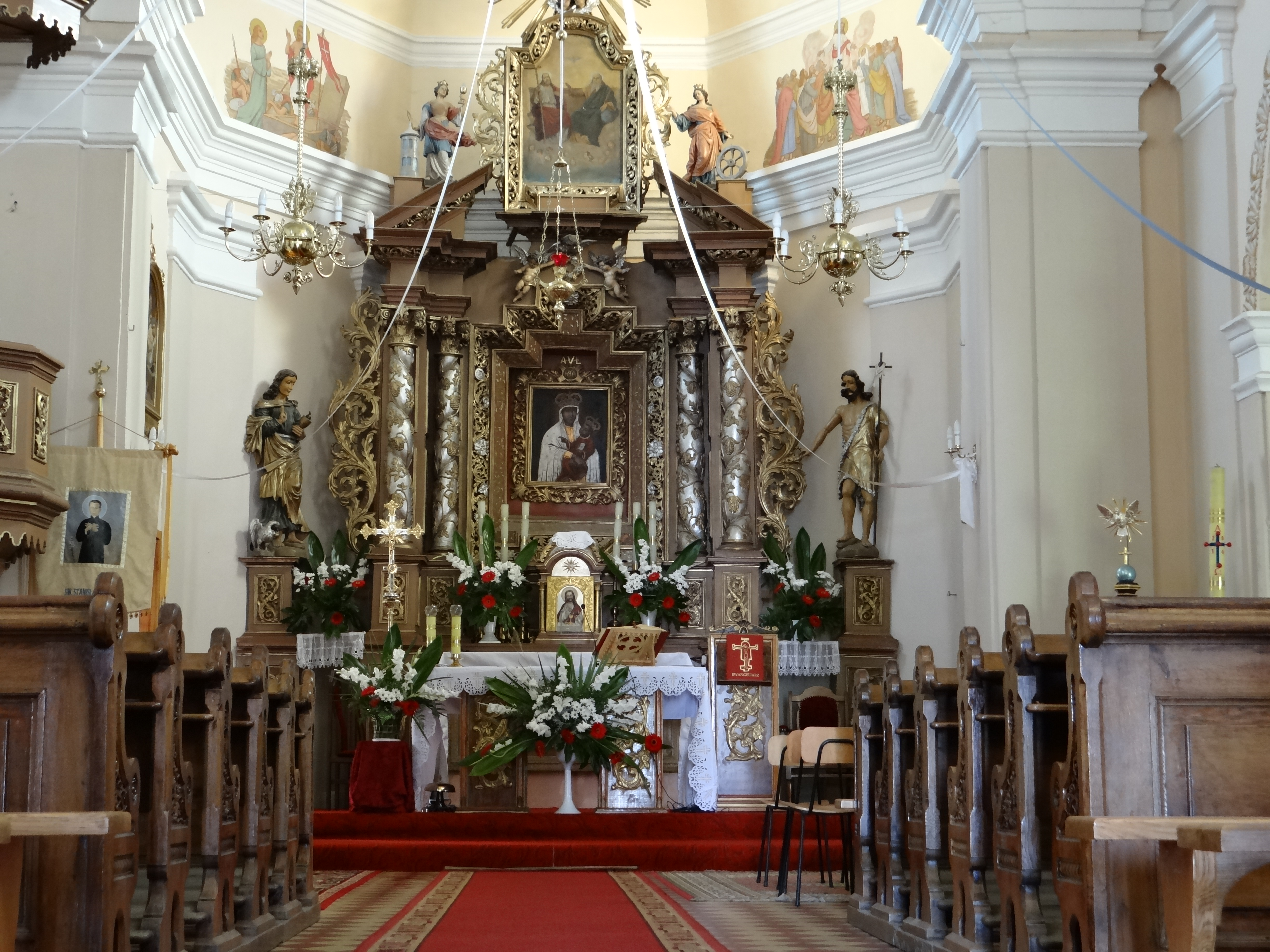
Wnętrze kościoła
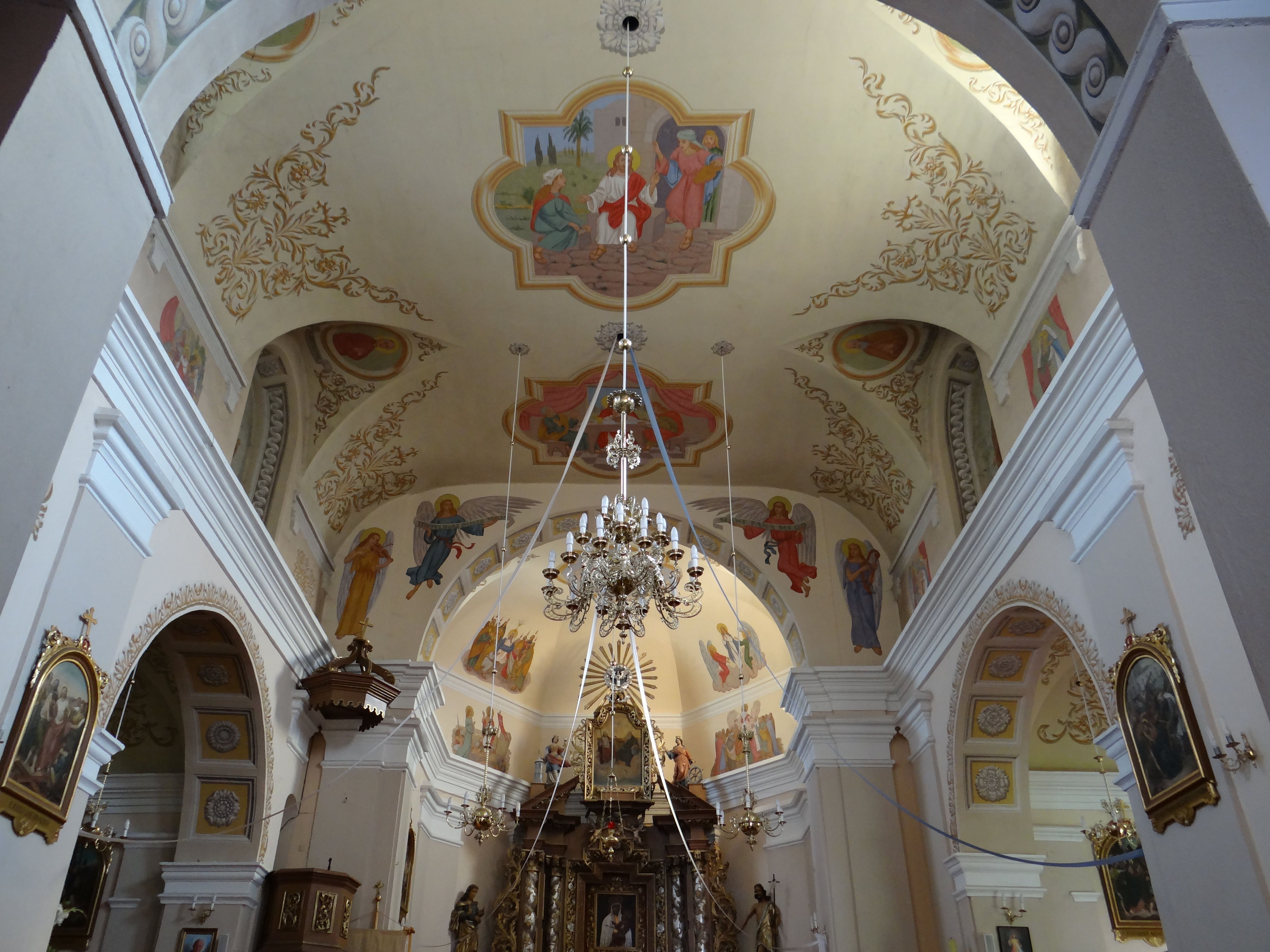
Wnętrze kościoła
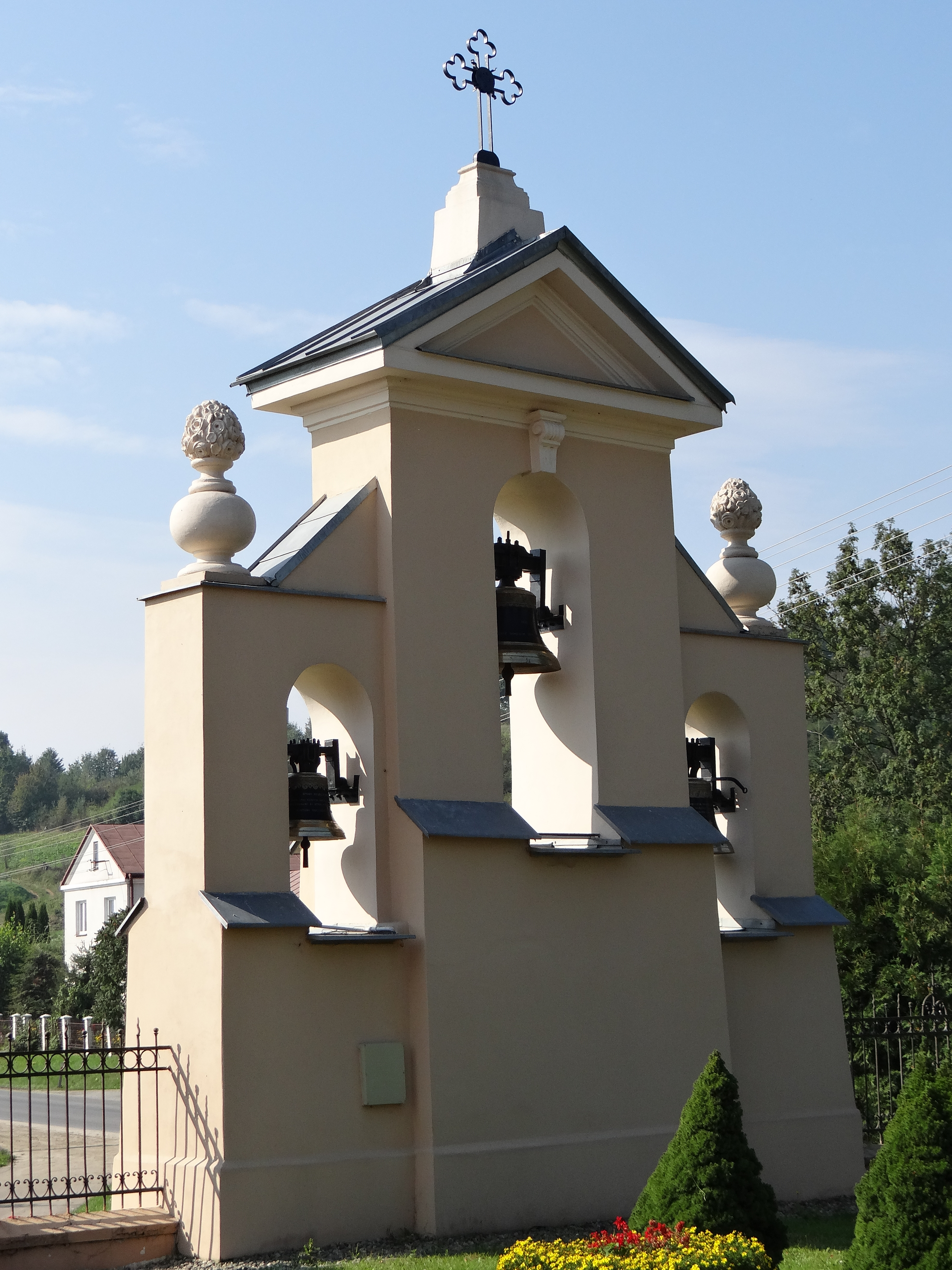
Dzwonnica
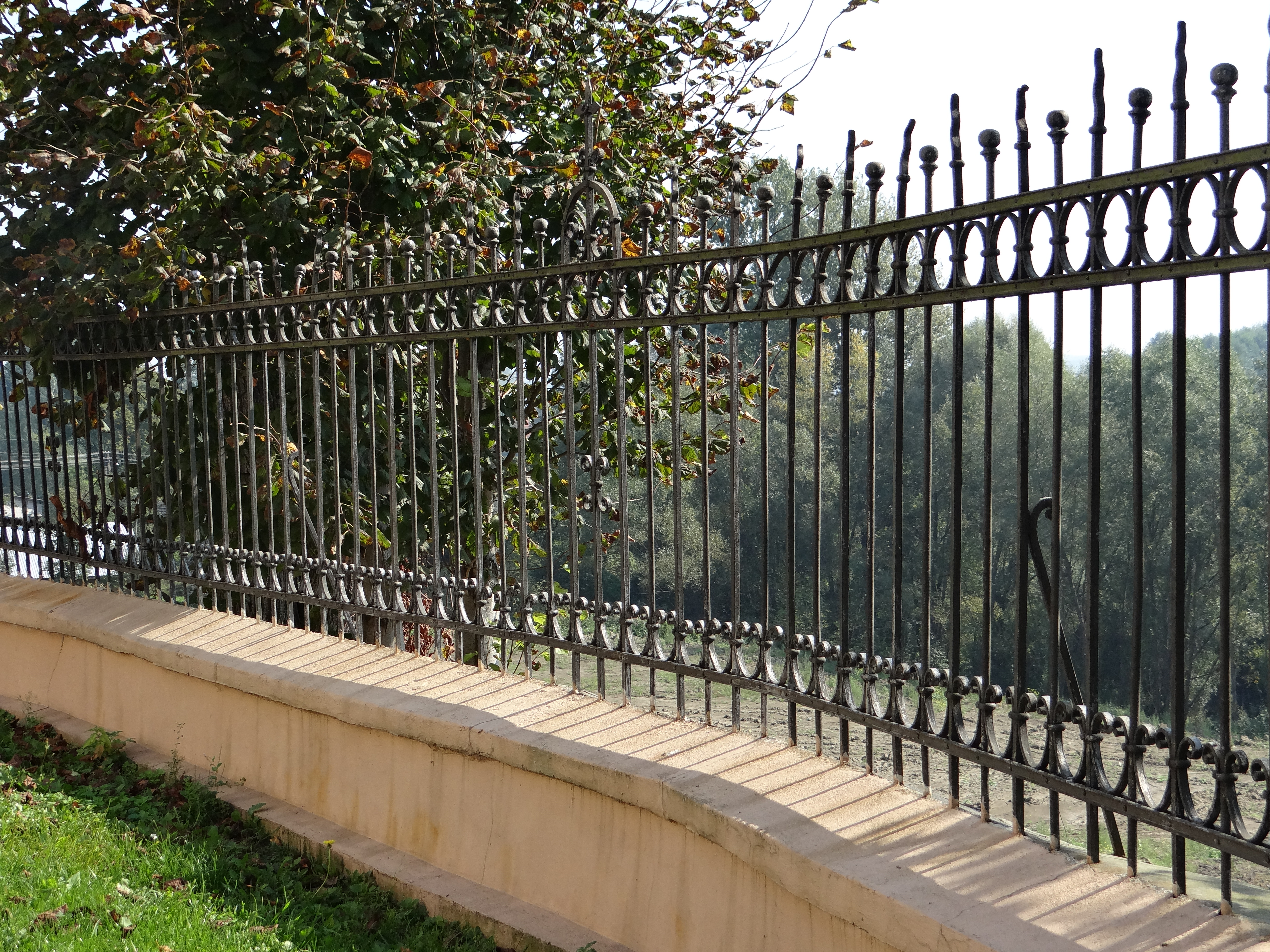
Ogrodzenie